# İlay Erkök
İlay Erkök (* 1. Oktober 1993 in Istanbul) ist eine türkische Schauspielerin.

## Leben und Karriere
Erkök wurde am 1. Oktober 1993 in Istanbul geboren. Sie studierte am İstanbul Üniversitesi Devlet Konservatuvar. Danach setzte sie ihr Studium am Royal Conservatoire of Scotland fort. Ihr Debüt gab sie 2013 in der Fernsehserie Güneşi Beklerken. 2015 trat sie in der Serie İnadına Aşk auf.
Außerdem war Erkök 2016 in Hayatımın Aşkı und Çetin Ceviz 2 zu sehen. Unter anderem spielte sie 2019 in Hercai mit.

## Filmografie
Filme
- 2016: Çetin Ceviz 2
- 2017: Seni Gidi Seni
- 2017: İlk Öpücük
- 2022: Canım Merkez

Serien
- 2013–2014: Güneşi Beklerken
- 2015–2016: İnadına Aşk
- 2016: Hayatımın Aşkı
- 2018: Darısı Başımıza
- 2019–2021: Hercai